# Syd Byrnes
Sydney John "Syd" Byrnes (nascido em 15 de novembro de 1940) é um ex-ciclista sul-africano.

## Carreira
Representando a África do Sul, competiu em duas provas do ciclismo de pista nos Jogos Olímpicos de Verão de 1960, disputadas na cidade de Roma, Itália.